# Бельяр, Эдмон-Жозеф

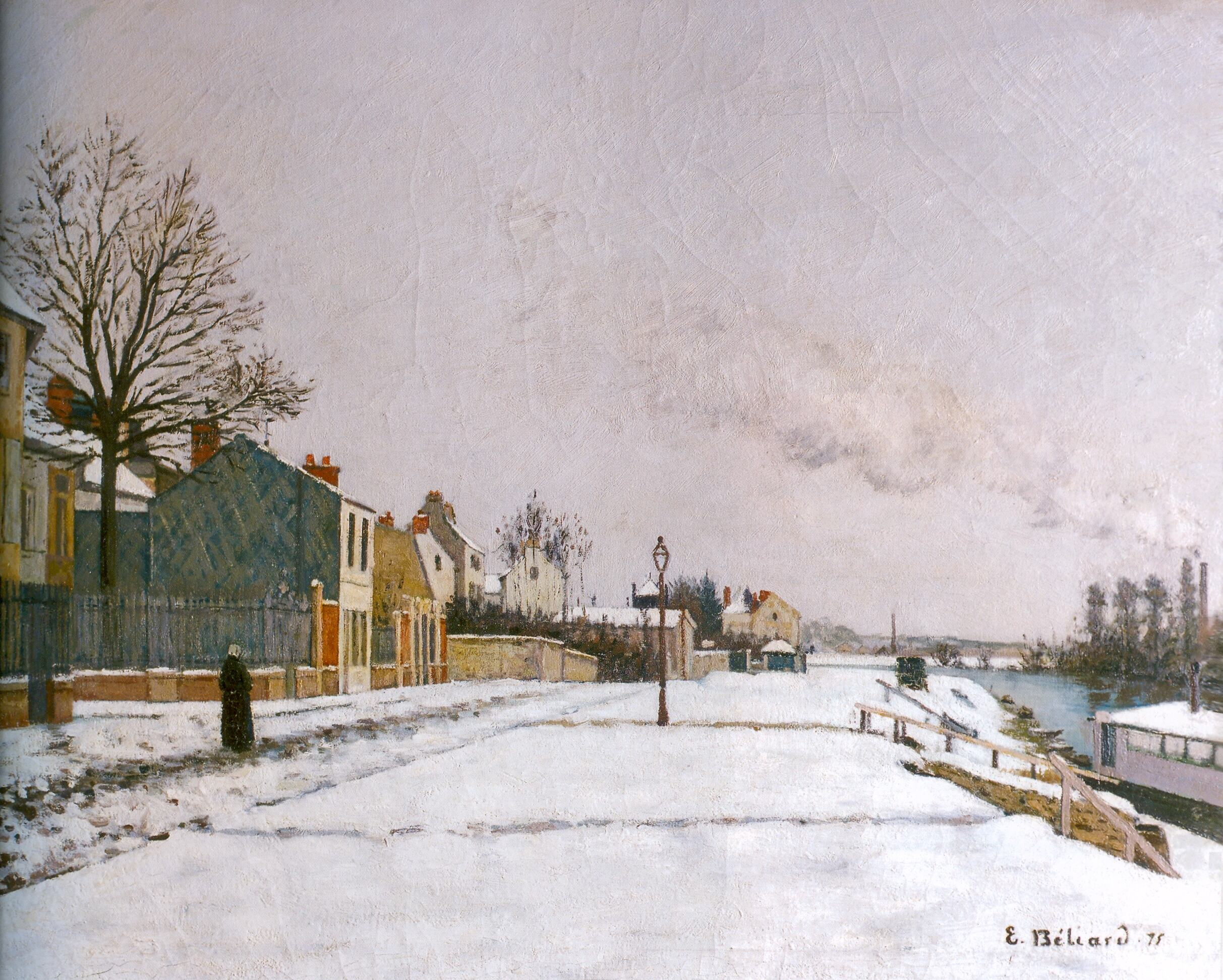
Снег в Понтуазе

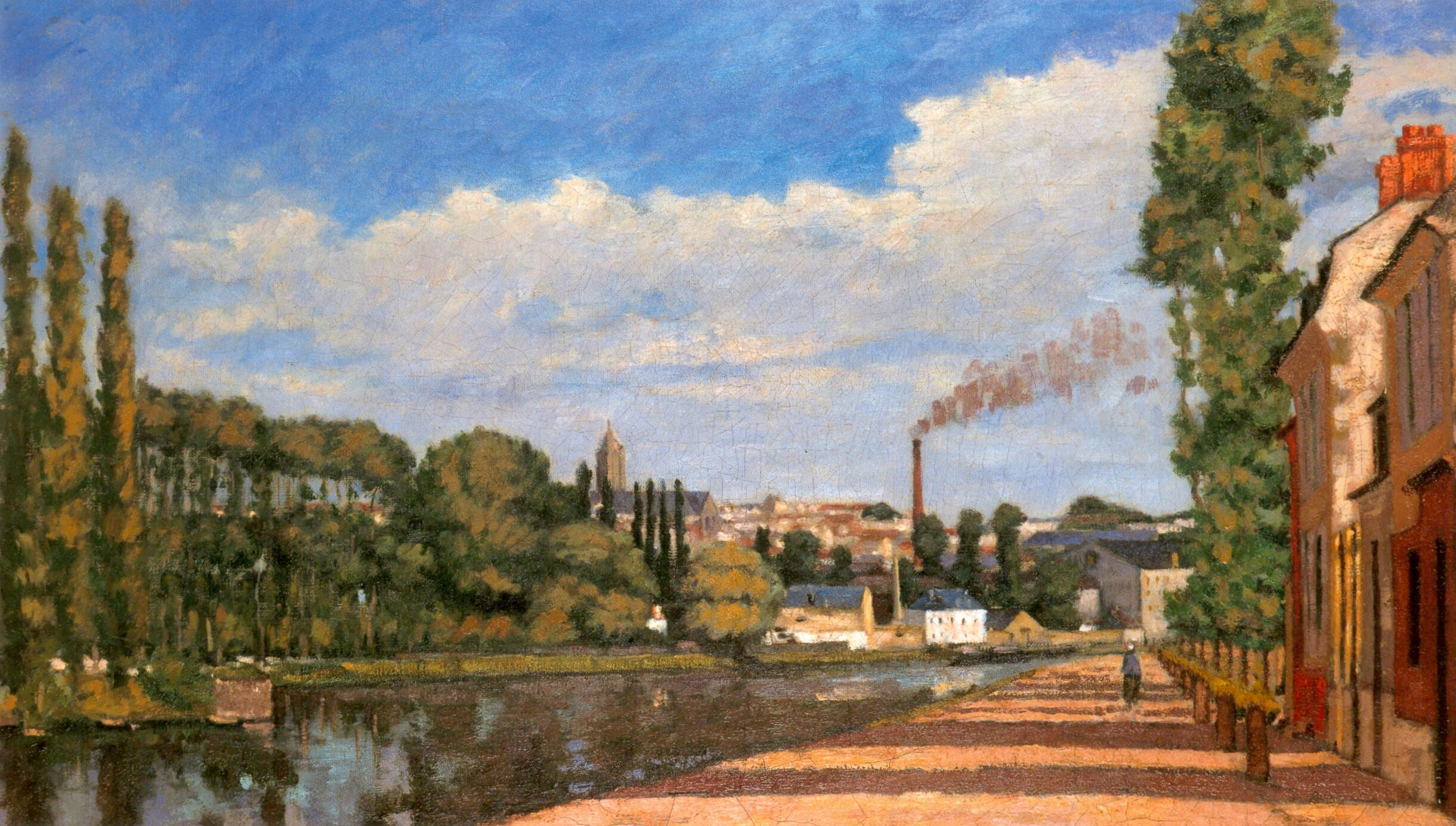
Понтуаз

Эдмон-Жозеф («Эдуар») Бельяр (фр. Edmond-Joseph Béliard; 24 ноября 1832, Париж — 28 ноября 1912, Этамп) — французский художник-импрессионист, реалист, мэр Этампа (1892—1900).

## Биография
Родился в семье парижского архитектора, начал свою профессиональную карьеру в качестве помощника юриста и секретаря Альфонса Эскироса. Позже брал уроки живописи у Леона Конье и Эрнста Эбера, попал под влияние Камиля Коро.

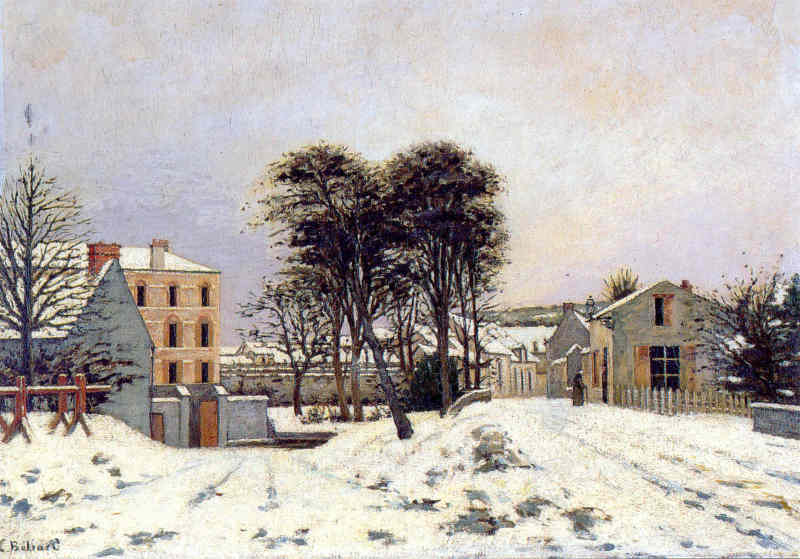
Мельница в Шоффуре

Некоторое время жил в Риме, в 1867 году провел свою первую выставку в Салоне. После возвращения в Париж стал ассоциироваться с группой молодых импрессионистов.
Работал с Полем Сезанном, Арманом Гийоменом и Камилем Писсарро. Вместе с ними и несколькими другими художниками (включая Клода Моне, Огюста Ренуара и Эдгара Дега) принял участие в первой выставке импрессионистской живописи в мастерской парижского фотографа Феликса Надара 15 апреля 1874 года.
В 1870—1872 годах жил в Лондоне. В основном писал пейзажи. 
Последние годы своей жизни провел в Этампе, где занимал пост мэра с 1892 по 1900 год. Его именем там названа улица.